# Riccardo Hellmuth Seidl
Riccardo Zario Hellmuth Seidl (auch Riccardo Helmut oder Riccardo Emo Seidl, * 19. April 1904 in Neapel; † 27. September 1941 bei La Galite) war ein italienischer Pilot.

## Werdegang
Seidl, dessen Familie ursprünglich aus Bayern stammte, absolvierte die Accademia Navale in Livorno und wurde 1925 Marineoffizier. Als solcher wurde er zum Piloten von Wasserflugzeugen ausgebildet. Im Jahr 1933 wechselte er zur italienischen Luftwaffe, wo er als Hauptmann Staffelkapitän wurde. Ab 1938 nahm er als Freiwilliger am Spanischen Bürgerkrieg teil, wo er mehrere Auszeichnungen erhielt. Nach Italien zurückgekehrt befehligte er als Oberst im Zweiten Weltkrieg das 36. Geschwader (36º Stormo), einen Torpedobomberverband, der an zahlreichen Angriffen auf die britische Flotte im Mittelmeer beteiligt war. Seidl fiel im September 1941 bei einem dieser Angriffe bei den tunesischen Galite-Inseln. Es handelte sich um den Halberd-Konvoi nach Malta, der unter anderem aus einem Flugzeugträger, drei Schlachtschiffen, fünf Kreuzern und 18 Zerstörern bestand. Seidls Formation bestand aus elf Savoia-Marchetti SM.84, die vom Militärflugplatz Decimomannu aus starteten, denen sich weitere elf Savoia-Marchetti SM.79 aus Cagliari-Elmas anschlossen, begleitet von 24 Fiat CR.42. Bei diesem verlustreichen Angriff konnte das Schlachtschiff Nelson schwer beschädigt werden. Von den elf Maschinen Seidls wurden sechs abgeschossen, wobei insgesamt 33 Besatzungsmitglieder fielen. Seidl als Geschwaderkommodore und drei seiner Staffelkapitäne erhielten postum die Tapferkeitsmedaille in Gold.
Das 36. Geschwader ist heute in Gioia del Colle (Apulien) stationiert und trägt Seidls Namen.